# سن يوي (مغنية)
سن يوي (بالصينية: 孙悦) هي مغنية صينية، ولدت في 19 يونيو 1972 في هاربن في الصين.